# Västre-Skärträsket
Västre-Skärträsket är en sjö i Vindelns kommun i Västerbotten och ingår i Umeälvens huvudavrinningsområde. Sjön har en area på 0,283 kvadratkilometer och ligger 218,5 meter över havet. Vid provfiske har bland annat abborre, gers, lake och sik fångats i sjön.
I början av 1980-talet hittades en dittills okänd art, den knappt två millimeter långa skalbaggen Ochthebius nilssoni, i Västre-Skärträsket av entomologen Anders Nilsson. Sjön förblev den enda kända lokalen för arten tills den 2007 hittades i några sjöar på Irland.
Västre-Skärträsket skiljs från Östre-Skärträsket av rullstensåsen Skärträskkammen, en del av Vindelälvsåsen. Ovanpå åsen går Järnvägslinjen Storuman–Hällnäs och vandringsleden Isälvsleden. Skärträsktjärnen och Lappstrycklångtjärnen avrinner till Västre-Skärträsket.

## Delavrinningsområde
Västre-Skärträsket ingår i det delavrinningsområde (715080-167510) som SMHI kallar för Utloppet av Västre-Skärträsket. Medelhöjden är 253 meter över havet och ytan är 6 kvadratkilometer. Det finns inga avrinningsområden uppströms utan avrinningsområdet är högsta punkten. Vattendraget som avvattnar avrinningsområdet har biflödesordning 5, vilket innebär att vattnet flödar genom totalt 5 vattendrag innan det når havet efter 164 kilometer. Avrinningsområdet består mestadels av skog (89 procent). Avrinningsområdet har 0,37 kvadratkilometer vattenytor vilket ger det en sjöprocent på 6,2 procent.

## Fisk
Vid provfiske har följande fisk fångats i sjön:
- Abborre
- Gärs
- Lake
- Sik
- Öring